# 항더이 경기장
항더이 경기장(베트남어: Sân vận động Hàng Đẫy, 영어: Hang Day Stadium)은 베트남 하노이에 있는 22,500명을 수용할 수 있는 다목적 경기장으로 미딘 국립경기장이 완공되기 전에는 베트남 축구 국가대표팀의 홈 구장이었다. 현재는 하노이 FC와 하노이 폴리스의 홈 경기장으로 사용되고 있으며 2024년 아세안 챔피언십 개최 기간에는 동티모르 축구 대표팀의 홈 경기장으로 사용되었다.